# Кукуловце
Кукуловце је насељено место града Лесковца у Јабланичком округу. Према попису из 2022. било је 238 становника.

## Етимологија
Славујевце је добило име по птичјем свету, а Кукуловце, изгледа по флори, то јест по пољском цвећу кукулу, које c пролећа прекрије ливаде у атару овог села. Можда је његово име настало од имена неког пастира влашке народности Кукула (који се овде први заселио), које сам мишљење заступао раније.

## Географија

### Положај
Осам километара југозападно од Лесковца, на обалама реке Сушице, заселило се најмање село у Сушици - Кукцловце. Овде је река Сушица још више својим paдoм проширила раван но у селу Дрводељи, па је село засељено на задњој речној тераси и цело је у малој равници Сушице.

### Хидрографија
Кукуловце је на обали реке Сушице. Поред реке има и један извор испод села. 3а домаће потребе свака кућа има свој бунар. Овде су бунари дубоки од 10 до 18 метара.
Северно од села пролази пут који води од Доњег Јајна за Игриште, па се од њега одваја сеоски пут за село Кукуловце - Маринкову махалу.

### Земља
Атар овог села обухвата простор од 335 хектара, од које површине обрадива земља захвата 208 хектара. Земља носи ове називе: њиве: Росуљке више дpyм, Росуљке испод друм, На дуб, На Дур-Бабе, Влашки прт, Преко влашки прт; ливаде: Јечменке, До тогачевачко.
Шуме: Петров забел, Јанков дуб и Под рид.

## Историја
Кукуловца нема у средњовековним споменицима. Под Турцима имало је два господара: Јумера (Омера) и Дур-Бабу. Чардак Јумеров (Омеров) налазио се у садашњем дворишту Благоја Николића. Пред крај турске власти село је имало седам кућа, од којих је шест чинило господарлук Јумеров, а једна господарлук Дур-Бабе.
Кан је забележио село Кукуловце, али није навео број његових кућа, док Милан Ђ. Милићевић каже да је село после ослобођења од Турака имало 12 пореских глава.
Кад је село ослобођено од Турака 1877. г., господар села - Јумер - Омер, побегао је у Скопље, па се после рата јавио за накнаду, те је село плаћало аграрни дуг.

## Демографија
У насељу Кукуловце живи 240 пунолетних становника, а просечна старост становништва износи 41,1 година (41,4 код мушкараца и 40,8 код жена). У насељу има 70 домаћинстава, а просечан број чланова по домаћинству је 4,26.
Ово насеље је у потпуности насељено Србима (према попису из 2002. године).
|             | \| Демографија[2] \| Демографија[2] \| Демографија[2] \| \| Година \| Становника \| Становника \| \| -------------- \| -------------- \| -------------- \| \| 1948. \| 275 \| \| \| 1953. \| 296 \| \| \| 1961. \| 291 \| \| \| 1971. \| 306 \| \| \| 1981. \| 307 \| \| \| 1991. \| 296 \| 296 \| \| 2002. \| 298 \| 298 \| \| 2011. \| 290 \| \| \| 2022. \| 238 \| \| |            |
| Демографија | |            |
| Година      | Становника | Становника |
| 1948.       | 275 |            |
| 1953.       | 296 |            |
| 1961.       | 291 |            |
| 1971.       | 306 |            |
| 1981.       | 307 |            |
| 1991.       | 296 | 296        |
| 2002.       | 298 | 298        |
| 2011.       | 290 |            |
| 2022.       | 238 |            |

| Етнички састав према попису из 2002.‍ | Етнички састав према попису из 2002.‍ | Етнички састав према попису из 2002.‍ | Етнички састав према попису из 2002.‍ | Етнички састав према попису из 2002.‍ |
| ------------------------------------ | ------------------------------------ | ------------------------------------ | ------------------------------------ | ------------------------------------ |
|                                      |                                      |                                      |                                      |                                      |
| Срби                                 | Срби                                 |                                      | 298                                  | 100,0%                               |
| непознато                            | непознато                            |                                      | 0                                    | 0,0%                                 |

| Година пописа     | 1948. | 1953. | 1961. | 1971. | 1981. | 1991. | 2002. |
| ----------------- | ----- | ----- | ----- | ----- | ----- | ----- | ----- |
| Број домаћинстава | 40    | 42    | 46    | 62    | 73    | 72    | 70    |

| Број чланова      | 1 | 2  | 3 | 4  | 5  | 6  | 7 | 8 | 9 | 10 и више | Просек |
| ----------------- | - | -- | - | -- | -- | -- | - | - | - | --------- | ------ |
| Број домаћинстава | 3 | 16 | 7 | 10 | 14 | 12 | 6 | 1 | 0 | 1         | 4,26   |

| Пол    | Укупно | Неожењен/Неудата | Ожењен/Удата | Удовац/Удовица | Разведен/Разведена | Непознато |
| ------ | ------ | ---------------- | ------------ | -------------- | ------------------ | --------- |
| Мушки  | 130    | 25               | 97           | 6              | 2                  | 0         |
| Женски | 118    | 4                | 98           | 15             | 1                  | 0         |
| УКУПНО | 248    | 29               | 195          | 21             | 3                  | 0         |

| Пол    | Укупно                    | Пољопривреда, лов и шумарство | Рибарство                            | Вађење руде и камена | Прерађивачка индустрија       |
| ------ | ------------------------- | ----------------------------- | ------------------------------------ | -------------------- | ----------------------------- |
| Мушки  | 85                        | 61                            | 0                                    | 0                    | 12                            |
| Женски | 42                        | 37                            | 0                                    | 0                    | 1                             |
| УКУПНО | 127                       | 98                            | 0                                    | 0                    | 13                            |
| Пол    | Производња и снабдевање   | Грађевинарство                | Трговина                             | Хотели и ресторани   | Саобраћај, складиштење и везе |
| Мушки  | 2                         | 1                             | 0                                    | 1                    | 1                             |
| Женски | 0                         | 0                             | 0                                    | 0                    | 0                             |
| УКУПНО | 2                         | 1                             | 0                                    | 1                    | 1                             |
| Пол    | Финансијско посредовање   | Некретнине                    | Државна управа и одбрана             | Образовање           | Здравствени и социјални рад   |
| Мушки  | 0                         | 2                             | 0                                    | 0                    | 2                             |
| Женски | 0                         | 0                             | 0                                    | 3                    | 1                             |
| УКУПНО | 0                         | 2                             | 0                                    | 3                    | 3                             |
| Пол    | Остале услужне активности | Приватна домаћинства          | Екстериторијалне организације и тела | Непознато            | Непознато                     |
| Мушки  | 3                         | 0                             | 0                                    | 0                    | 0                             |
| Женски | 0                         | 0                             | 0                                    | 0                    | 0                             |
| УКУПНО | 3                         | 0                             | 0                                    | 0                    | 0                             |

## Политика
На председничким изборима у априлу 2017, 95.67% гласова је освојио Александар Вучић, са 199 гласова од укупно 208 изашлих бирача.